# 国鉄ポ100形貨車
国鉄ポ100形貨車（こくてつポ100がたかしゃ）は、かつて日本国有鉄道（国鉄）に在籍した陶器車（有蓋車）である。
本形式の後形式であるポ300形についてもここで解説する。

## ポ100形
ポ100形は、1952年（昭和27年）から1955年（昭和30年）にかけて、ワ22000形50両（ポ100 - ポ149）およびトキ900形80両（ポ150 - ポ229）の改造により製作された、10 t積み陶器車である。合計130両（ポ100 - ポ229）が国鉄工場で改造製作された。
本形式が生まれた背景には1952年（昭和27年）6月26日通達「車管第1232号」による「老朽貨車の形式廃車」の対象形式としてポ1形式およびポ50形式が選定されたことがある。（当時の在籍車数はポ1形式が7両、ポ50形式36両であった）
両形式共に戦前よりの車両であり戦争中の酷使により疲弊しきっていた。
この計画完成時には陶器車がゼロになってしまうため、また速やかに実行するためにも陶器車の増備にせまられていた。
ワ22000形式からの改造車の外観は、種車に対して変化はないが、貨物室内に取り外し可能な棚を1段設け、荷崩れ防止用の扉板2枚を戸口上部に備えていた。トキ900形式よりの改造車は上回りの構造はこれに準じて新製された。
落成当時は6両（ポ146 - ポ149、ポ180、ポ181、金沢鉄道管理局和倉駅、七尾港駅常備）を除く全ての車が名古屋鉄道管理局管内に常備（瑞浪駅、土岐津駅、大曽根駅、多治見駅、熱田駅、刈谷駅）され、おもに京阪方面への輸送に使用された。
本形式の軸ばね支持装置は一段リンク式であった事、及び元が改造車であったため各部の損耗の度合いが新製車に比べ高く、又後形式のポム200形が登場したのに伴い誕生から16年後の1968年度に形式消滅となった。
塗色は、黒であり、全長は6,230 mm、全幅は2,635 mm、全高は3,330 mm、軸距は3,000 mm、自重は8.4 t、換算両数は積車1.4、空車0.8、最高運転速度は65 km/h、車軸は12 t長軸であった。

## ポ300形
ポ300形は改造により製作された10 t積み陶器車である。
ポ100形の登場により陶器車がゼロになってしまう事態は避けられたが、欠点は軸ばね支持装置が一段リンク式であった事である。このため早期にポ100形式の生産は打ち切られ、二段リンク式であるポ300形が誕生した。本形式の基本構造は、同時期に製造されたワ12000形に準じている。
昭和30年度貨車整備工事改造計画によりトキ900形から20両（ポ300 - ポ319）、昭和31年度貨車整備工事改造計画によりワム1形から20両（ポ320 - ポ339）、昭和32年度貨車整備工事改造計画によりワム1形から20両（ポ340 - ポ359）の合計60両（ポ300 - ポ359）が改造により製作された。改造工事はすべて長野工場にて行われた。改造車ではあるが種車の部品を若干使用したに過ぎず、実態はほとんど新製に近かった。
二段リンク式のおかげで、貨物列車の最高速度引き上げが行われた1968年（昭和43年）10月1日ダイヤ改正以降も生き残る事ができたが、この頃になると小回りの効くトラック輸送が主流となり鉄道輸送は下火になってきた。登場より15年後の1971年（昭和46年）までに全車廃車となり形式消滅となった。ポ100形と同様に短命であった。
塗色は、黒であり、全長は6,700 mm、全幅は2,732 mm、全高は3,365 mm、軸距は3,500 mm、自重は9.5 t、換算両数は積車1.6、空車1.0、最高運転速度は75 km/h、車軸は12 t長軸であった。